# Melanchlaeni
De Melanchlaeni (Grieks Μελαγχλαινοι, "zwarte mantels") waren een oud volk in Zuid-Rusland en Oekraïne in het 1e millennium v.Chr.
Volgens Herodotus (Historiën 4, 20) woonden de Melanchlaeni in de woudsteppe ten noorden van de Scythen, ten oosten van de Neuri en de Androphagi. Ten noorden van hun woongebied was het land moerassig en verlaten. 
De Melanchlaeni werden zo genoemd vanwege hun zwarte kleding: volgens Herodotus droegen ze korte zwarte mantels. Ze hadden Scythische gewoonten aangenomen, maar ontzagen de Scythen toen deze door de Perzische koning Darius I aangevallen werden hun steun. Toen zij daarna zelf door de Perzen aangevalen werden, vluchtten ze naar het noorden.
Volgens huidige onderzoekers lag hun woongebied aan de bovenloop van de Don, met het centrum nabij de hedendaagse stad Voronezj.
Verschillende opgravingen zijn met de Melanchlaeni in verband gebracht, zoals de onderste lagen van de ongeveer 26-hectare grote Donetsk-nederzetting (Донецьке городище) nabij Charkov.
Ze zijn wel geïdentificeerd met de Mari en Merja, die later noordoostelijker naar de Midden-Wolga verdreven werden. Deze droegen tot voor kort zwarte kleding.